# Pristimantis peruvianus
Pristimantis peruvianus är en groddjursart som först beskrevs av Melin 1941.  Pristimantis peruvianus ingår i släktet Pristimantis och familjen Strabomantidae. IUCN kategoriserar arten globalt som livskraftig. Inga underarter finns listade i Catalogue of Life.